# Juana Vázquez
Juana Vázquez Marín (Salvaleón, provincia de Badajoz, 1951) es una escritora española.

## Biografía
Es oriunda de Salvaleón, provincia de Badajoz. Reside en Madrid desde sus tiempos de estudiante. Obtuvo en la Universidad Complutense de Madrid la licenciatura de Periodismo y, en 1990, el doctorado en Filología con la tesis El costumbrismo español en el siglo XVIII. Catedrática de enseñanza secundaria (Lengua y Literatura), ha sido profesora en la Universidad Autónoma y en la Universidad de Alcalá de Henares.
Ha publicado distintos ensayos sobre la España y el Madrid del siglo XVIII, la mujer en el Quijote o el carácter precursor de Zugazagoitia en la novela social.
Figura en varias  antologías de poesía española. Además ha publicado dos novelas, Con olor a naftalina y Tú serás Virginia Woolf. Como periodista se ha especializado en el ámbito cultural. Ha colaborado en proyectos del C.S.I.C. y en revistas, como Barcarola, Cuadernos Hispanoamericanos, Ínsula, Revista de Libros y otras revistas, así como en los suplementos culturales de Diario 16, El Mundo y ABC.  Entre 2007 y 2014 escribió en El País y desde 1994 para Cuadernos del Sur.
Ha sido crítica de libros en la SER Extremadura. Es miembro de la Junta de la Asociación Colegial de Escritores de España. Ha sido jurado del Premio Nacional de Ensayo (2009 y 2016), del Premio Nacional de Poesía (2007 y 2017), y del Premio Nacional de Teatro (2008). Su novela El desconcierto de vivir fue candidata al premio de la RAE en 2024.

## Obra literaria

### Novela
- El desconcierto de vivir, Madrid, Sapere Aude, 2022, ISBN 978-84-193430-1-7
- Tú serás Virginia Woolf, Madrid, Ediciones Endymión, 2013, ISBN 84-7731-558-2
- Con olor a naftalina, Madrid, Huerga y Fierro, 2008, ISBN 978-84-8374-715-5
- Personajes de invierno, Madrid, Sapere Aude, 2018, ISBN 978-84-948823-9-5

### Poesía
- Queja, San Sebastián de los Reyes, Búho Búcaro, 2024.
- Voz de niebla, Oviedo, Ars Poética, 2020, ISBN 978-84-17691-90-5
- La espiga y el viento (antología poética), Oviedo, Ars Poética, 2017, ISBN 978-84-946768-1-9
- El incendio de las horas, Madrid, Huerga y Fierro, 2015, ISBN 84-944120-5-9
- Tiempo de caramelos, Madrid, Calima, 2012, ISBN 9788496458659
- Escombros de los días, Madrid, Huerga y Fierro, 2011, ISBN 978-89858-97-7
- Gramática de luna, Madrid, Huerga y Fierro, 2006, ISBN 84-8374-585-2
- Yo oscura, Logroño, Ediciones del 4 de agosto de 2014, ISBN 9788415332732
- Nos+Otros, Madrid, Sial Ediciones, 2003, ISBN 84-95498-60-1
- En el confín del nombre, Madrid, Huerga y Fierro, 1998, ISBN 978-84-8374-910-4

### Ensayo
- El Madrid de Carlos III, Madrid, Consejería de Cultura de la Comunidad de Madrid, 1989, ISBN 84-451-0094-7
- El Madrid cotidiano del siglo XVIII, Madrid, Ediciones Endymión, 2011, ISBN 84-7731-510-0
- Versiones editadas de su tesis doctoral: El costumbrismo español en el siglo XVIII, Madrid, Editorial de la Universidad Complutense, 1992; Madrid, Liceus Servicios de Gestión y Comunicación, 2007, ISBN 84-9822-578-7 (internet)

### Ediciones
- Poesía y antología de prosa: San Juan de la Cruz, ed. de Juana Vázquez Marín, Madrid, Alhambra, 1985, ISBN 84-205-1191-0

### Obras colectivas
- Madrid a Miguel Hernández, Madrid, Ediciones de la Torre, 2011, ISBN 84-7960-483-2
- Salvaleón: Tres siglos de escuela (1673-1970), Badajoz, Diputación de Badajoz, 2009, ISBN 84-692-2946-0
- Los personajes femeninos en el Quijote, Madrid, Ayuntamiento de Madrid, 2005, D.L. 48-903-2005
- El Quijote en el café Gijón, Madrid, Café Gijón, 2005, ISBN 8460982955
- El Quijote en clave de mujer/es, Madrid, Editorial Complutense, 2004, ISBN 84-7491-779-4
- Sierra Suroeste /EL bosque sagrado, Badajoz, Diputación de Badajoz, 2002, ISBN 84699-7463-1
- El siglo que llaman ilustrado, Madrid, Consejo Superior de Investigaciones científicas, 1996, ISBN 84-00-07579-x
- Historia literaria de España en el siglo XVIII, Madrid, Editorial Trotta /C.S.I.C., 1996, ISBN 84-8164-107-3
- A San Juan de la Cruz, Badajoz, Cuadernos Poéticos KYLIX, 1987, D.L. BA-172-1987
- Historia de la literatura española e hispanoamericana, Madrid, Ediciones Orgaz, 1980, ISBN 84-85407-22-9